# Jerome Lettvin
Jerome Ysroael Lettvin, detto Jerry (Chicago, 23 febbraio 1920 – Hingham, 23 aprile 2011), è stato un neuroscienziato e attivista statunitense.

## Biografia
Figlio di Fanny e Solomon Lettvin, fu il primo di quattro fratelli, uno dei quali sarebbe stato il futuro pianista Theodore Lettvin. Si laureò in neurologia e si specializzò in psichiatria all'Università dell'Illinois a Chicago. Svolse l'attività di medico durante l'offensiva delle Ardenne; dopo la seconda guerra mondiale, continuò la ricerca scientifica sul sistema nervoso, inizialmente all'ospedale di Boston e poi all'Istituto di tecnologia del Massachusetts (MIT) con Walter Pitts e Warren McCulloch, sotto la supervisione di Norbert Wiener.
Autore di innumerevoli pubblicazioni scientifiche, è ricordato soprattutto per il famoso articolo scientifico "Quello che l'occhio della rana dice al cervello della rana" e per aver coniato nel 1967 il termine di "cellula della nonna".

## Opinioni
Lettvin fu un fermo sostenitore dei diritti individuali e della società multietnica, posizioni a cui lo avvicinò il padre con la lettura de Il mutuo appoggio di Pëtr Alekseevič Kropotkin.
Durante le manifestazioni degli anni sessanta contro la guerra del Vietnam, Lettvin contribuì a negoziare gli accordi tra la polizia e i manifestanti, e nel 1968 prese parte alla rivolta degli studenti all'interno del centro studentesto del MIT a sostegno della diserzione di un soldato. Condannò le leggi basate sulla cattiva scienza e la distorsione dei fatti per fini politici ed economici.
Quando l'Accademia delle arti e delle scienze statunitense ritirò il premio a Ezra Pound per via del suo sostegno al fascismo, Lettvin rassegnò le proprie dimissioni dall'accademia con una lettera al Boston Globe, in cui scriveva: "Non vi interessa l'arte ma la politica, non vi interessa il gusto ma l'interesse speciale, non vi interessa l'eccellenza ma la proprietà".